# Люнет (часовникарство)
 Тази статия е за часовникарския елемент.  За други значения вижте Люнет.  
Люнетът (от фр. lunette - луничка) представлява периферната лицева част на корпуса на ръчен часовник, около стъклото/цифреника. Обикновено инкрустациите на скъпоценни камъни се извършват в тази част на корпуса. В съвременните ръчни часовници в зависимост от вида си люнетът може да бъде в най-различни изпълнения, включително да осигурява допълнителна информация за хронометриране, определяне на изминат път (тахиметър) и т.н.
В някои часовници люнетът може да се върти около цифреника (циферблата). Въртящият се люнет, градуиран в минути, се използва главно за измерване на изминалото време, като индексът „60“ се поставя срещу минутната стрелка в началото на измервания времеви интервал. При часовниците за гмуркане тази функция се използва за определяне на времето, прекарано под вода, а люнетът трябва да бъде еднопосочен (въртящ се само в обратна посока чрез тресчотка или друг вид храпов механизъм) за безопасност.